# Pedro Mantorras
Pedro Manuel Torres (Huambo, 18 de Março de 1982), conhecido como Pedro Mantorras ou simplesmente Mantorras, é um ex-futebolista angolano, que atuava como atacante. Destacou-se no Benfica e hoje é embaixador do clube. Durante o auge da sua carreira teve uma lesão grave no joelho direito, o que fez com que tivesse algumas limitações ao nível de tempo em jogo. Esta lesão fez com que o jogador se retirasse com 30 anos.
Durante os dez anos que atuou em Lisboa foi um dos jogadores mais acarinhados pela massa associativa dos benfiquistas. Mantorras esteve no Mundial de 2006 na Alemanha com a seleção de Angola onde defrontou a Seleção Portuguesa. A sua seleção foi eliminada na fase de grupos, marcando apenas um golo contra a seleção do Irão, golo apontado pelo ex-futebolista Flávio Amado.

## Carreira
Pedro Mantorras iniciou a sua carreira de jogador de futebol profissional em Angola, no Progresso do Sambizanga, chamando a atenção de alguns clubes. Estagiou no Barcelona, clube onde não ficou apenas porque só existia lugar para mais um extra-comunitário, o nigeriano Haruna Babangida (outra grande promessa do futebol africano, que também estagiava no Barcelona naquela altura), ficou no plantel, mas o treinador referiu que Mantorras ia ter uma brilhante carreira.
Depois dessa curta experiência, vai para Portugal, onde estagiou em 1999 na Académica, então na 2.ª Liga. A sua qualidade era reconhecida, mas por algum motivo não permaneceu em Coimbra. Surge então a oportunidade no Alverca, onde assinou contrato e brilhou no clube que então estava na 1.ª Liga Portuguesa. Apesar do forte interesse do Milan, foi transferido para o Benfica com apenas 19 anos de idade, após ter dado nas vistas no decorrer do campeonato, particularmente num jogo contra o Sporting que terminou com a vitória da sua equipa e com uma grande exibição da sua parte. Ele entrou como suplente e terminou com um "hat-trick" seu e com uma surpreendente goleada de 4-1 para o Alverca (sensação no campeonato).
O auge da carreira de Pedro Mantorras ocorreu na sua primeira época no Benfica, chegando a estar referenciado pelo Barcelona, segundo um dos seus directores na altura, Luís Filipe Vieira (actual presidente do Benfica) pedia 18 milhões de contos (aproximadamente 90 milhões de euros) pelo seu passe. Durante este período dourado para o avançado benfiquista, uma grave lesão no joelho direito  num jogo disputado em Alvalade com o Sporting, fez com que tivesse algumas limitações a nível de tempo em jogo.
Nos anos após a lesão era difícil que o angolano jogasse mais que 15 minutos seguidos. No entanto, esses poucos minutos que entra em campo chegavam a ser os mais empolgantes de todo o jogo, não só devido ao entusiasmo que ele transmitia ao jogo através da sua entrega, mas também pelo facto de a sua simples entrada levar os adeptos do seu clube a uma explosão de alegria e de exultação, devido ao enorme carinho que os adeptos lhe nutrem desde a sua primeira época de águia ao peito, devido às grandes exibições protagonizadas por ele enquanto ainda beneficiava do seu perfeito estado físico.
A sua saída ou eventual despedida antecipada dos relvados foi equacionada pois este não tinha qualquer hipóteses de competir com o actual role de avançados ao dispor do Benfica. Mesmo assim, o discurso do futebolista manteve-se sempre fiel ao clube do seu coração e chegou mesmo a anunciar que continuaria a representar o Benfica mesmo que não lhe fosse pago qualquer salário. Apesar de continuar sempre disponível para ser chamado pelo treinador, passou a ocupar muito do seu tempo de serviço ao Benfica em campanhas internacionais de contacto com adeptos, especialmente em África.
No início de 2011, depois de 10 anos ao serviço das Águias e com quatro operações já realizadas ao joelho, Mantorras decidiu que “chegara o tempo de parar de lutar contra o sofrimento”, dirigindo-se ao Tribunal de Trabalho de Lisboa para requerer uma pensão por invalidez, alegando incapacidade física permanente. Na altura, o presidente do Sport Lisboa e Benfica, Luís Filipe Vieira, salientou a coragem de Mantorras enquanto jogador:
Por fim, o presidente dos Encarnados disse que Mantorras “nunca deixará o Benfica”, já que faz parte “da casa, da nossa história” do clube da Luz que, a seu tempo, lhe faria “uma despedida formal, com a dignidade e o carinho que merece”.

## Homenagem e despedida
No dia 5 de junho de 2012, o ex-avançado foi homenageado pelo presidente do Benfica, Luis Filipe Vieira, sendo anunciado também que o jogo de despedida ia ter lugar no dia 18 de julho do mesmo ano. Mantorras passou desde então a ser "embaixador do Benfica”, continuando a representar o clube nos quatro cantos do Mundo. Desta forma, o angolano ficará para sempre ligado ao clube que representou durante 10 anos e às conquistas que se foram obtendo ao longo desta década.
A despedida de Mantorras realizou-se no dia 18 de julho de 2012 no Estádio da Luz, num jogo de beneficência intitulado "Um Gesto Contra a Fome", organizado pelas fundações Benfica e Luís Figo com a receita a ser revertida para a ACNUR, agência da ONU para os refugiados. embora outras fontes refiram que a mesma será dividida entre esta organização e as fundações "Benfica" e "Luís Figo".
Com o pontapé de saída a ser dado por Eusébio, alinharam neste jogo, diversas estrelas do futebol, a maior parte já retiradas, tais como: Figo, Ronaldo, o fenómeno, Futre, Davids, Toldo, Michel Salgado, Belletti, Cannavaro, Dwight Yorke, Fernando Couto, Fernando Meira, Dimas, Petit, Luís Boa Morte e Pedro Pauleta pela Fundação Figo.
Pelo Benfica para além dos jogadores do actual plantel, alinharam Rui Costa (que jogou pelas duas equipas) e o próprio Mantorras, autor de um dos golos. Outras personalidades do mundo do espectáculo juntaram-se à festa jogando alguns minutos: Fernando Mendes pela equipa de Figo e Ricardo Araújo Pereira e Pedro Ribeiro pelo Benfica.
As equipas foram treinadas por Jorge Jesus pelo Benfica e Eriksson pela equipa de Figo sendo o resultado final de 5-1 para o Benfica. Marcaram Rodrigo Mora (2), Hugo Vieira, Ola John e o próprio Mantorras pelo Benfica e Dwight Yorke pelos "Amigos de Figo".

## Títulos
Benfica
- Taça de Portugal 2003/04
- Campeonato Português de Futebol 2004/05
- Supertaça de Portugal 2005
- Taça da Liga: 2008/09